# Бенжамин (игрок в пляжный футбол)
Бенжамин Перейра да Силва (порт. Benjamin Pereira da Silva; род. 29 мая 1969, Рио-де-Жанейро) — бразильский игрок в пляжный футбол. Выступал за сборную Бразилии. Победитель четырёх чемпионатов мира под эгидой ФИФА (2006, 2007, 2008, 2009).

## Биография
Играл за футбольную команду «Барра». Становился победителем третьего по силе дивизиона Бразилии.
В составе сборной Бразилии по пляжному футболу дебютировал в 1996 году на чемпионате мира в игре против Уругвая (4:2). Впоследствии неоднократно в составе сборной выступал на мундиалях. С 2005 года, когда чемпионаты мира начали проводиться под эгидой ФИФА, Бенжамин играл на шести турнирах, где четыре раза становился чемпионом. Сам футболист становился лауреатом четырёх наград мундиаля: бронзового и дважды серебряного мяча, а также серебряной бутсы. В общей сложности на чемпионатах мира под эгидой ФИФА забил 35 голов в 34 матчах.
Играл в качестве капитана бразильской сборной. Свой 300-й матч в футболке «жёлто-зелёных» провёл 30 января 2011 года в решающей игре Латинского кубка против Уругвая (3:3 основное время и 0:1 по пенальти). С 308 голами входит в число десяти лучших бомбардиров бразильской сборной за всю историю. Всего за сборную провёл 339 матчей.
На клубном уровне на родине играл за «Васко да Гама», «Фламенго» и «Коринтианс». За рубежом защищал цвета клубов «Милан» (Италия), БРР (Украина) и «Спартак» (Россия). В 2009 году стал победителем чемпионата штатов Бразилии в составе Рио-де-Жанейро.
Завершил карьеру в сборной в 2013 году, а карьеру игрока в 2015 году. Спустя год после ухода из пляжного футбола стал пастором. Служит в церкви общины Росинья на юге Рио-де-Жанейро. Одной из миссий Бенжамина является помощь наркозависимым. Бенжамин сам вырос в фавелле Морру-да-Бабилония, где начал употреблять марихуану во время футбольной карьеры. Окончательно избавиться от наркопотребления ему удалось в 2003 году.
Вместе с бывшим партнёром по сборной Жуниньо является участником социального проекта «Гран-де-Арейя», призванного помочь детям.
Его сын Бенжамин-младший (род. 1994) пошёл по стопам отца и также выступает за сборную Бразилии по пляжному футболу.

## Достижения
Сборная Бразилии
- Чемпион мира: 2003, 2004, 2006, 2007, 2008, 2009
- Финалист чемпионата мира: 2011
- Бронзовый призёр чемпионата мира: 2005
- Победитель Мундиалито: 1999, 2001, 2004, 2005, 2010, 2011
- Победитель Латинского кубка: 1999[1], 2001[1], 2003[13], 2004[14], 2005[15], 2006[16], 2009[17]
- Победитель Южноамериканских пляжных игр: 2009

На клубном уровне
- Чемпион Италии: 2007, 2010 (Милан)[18][19]
- Серебряный призёр чемпионата Италии: 2009 (Милан)[20]
- Победитель Кубка Италии: 2007, 2009, 2010 (Милан)[21][22][23]
- Победитель Суперкубка Италии: 2010 (Милан)[24]
- Чемпион Украины: 2008 (БРР)[9]
- Финалист Клубного Мундиалито: 2012, 2013 (Фламенго)

Индивидуальные
- Серебряный мяч чемпионата мира: 2006, 2008
- Бронзовый мяч чемпионата мира: 2009
- Серебряная бутса чемпионата мира: 2006
- Лучший игрок Кубка Италии: 2007[25]
- Лучший бомбардир Мундиалито: 1999[26]
- Лучший игрок Латинского кубка: 2009, 2011
- Лучший бомбардир Латинского кубка: 2010, 2011